# 거위의 꿈
《거위의 꿈》은 OBS경인TV의 2009년 2월 25일부터 2010년 3월 7일까지 방영된 텔레비전 드라마로, 제목은 인순이가 리메이크한 〈Carnival〉(원곡 가수 : 카니발)에서 따왔다.
총 2부작으로 구성되어 있으며, 후속으로 가수 인순이에 대한 내용을 다룬 다큐멘터리와 인순이 콘서트 실황이 방송되었다. 드라마는 전직 피겨스케이팅 선수가 재기를 위해 노력하는 내용을 다루으며, 경기도 안양, 과천, 안산 일대에서 촬영되었다(버스 신은 구리에서 촬영되었다.). 콘서트 실황 장면은 경기도 안산에 있는 한 교회에서 촬영되었다.
국내 최초로 피겨스케이팅을 다룬 드라마이지만 수도권에서만 방송되었으며, 시청률이 극히 낮아 국내에 거의 알려지지 않은 탓에 언론에서는 문화방송의 《트리플》이 국내 최초의 피겨 드라마로 잘못 보도되기도 하였다.

## 출연자
- 주민하 : 연희 역
  - 이주현 : 연희 아역
  - 홍예슬 : 연희 대역
- 서준영 : 승기 역
- 유민호 : 동수 역
- 이경영 : 연희 아버지 역
- 박순천 : 연희 어머니 역
- 주부진 : 연희 할머니 역
- 김승욱 : 승기 아버지 역
- 최인숙 : 승기 어머니 역
- 이장옥 : 지수 역
- 황정현 : 코치 역
- 최배영 : 경미 역
- 정지민 : 수현 역
- 이바른이 : 상호 역
- 오창훈 : 재민 역
- 박영해 : 정류장 할머니 역
- 유주현, 장혜승, 배수민, 전승은, 정도연, 홍영민 : 피겨 선수 역
- 인순이 : 2회 특별 출연(콘서트 장면), 다큐멘터리 주인공, 콘서트 진행

## 줄거리
딸을 피겨 스케이팅 선수로 키우기 위해 새벽일을 하다가 사고로 아버지를 잃게 된 한 소녀는 피겨를 그만두고 공부에만 전념하게 된다. 그 재능을 눈여겨본 선생님이 피겨 선수를 다시 하도록 계속 권유한다. 자신의 꿈을 이루기 위하여 다시 피겨를 시작하게 되지만, 이를 알게 된 엄마와의 갈등은 계속 깊어간다.